# Paaste
Koordinaten: 58° 37′ N, 22° 47′ O
Paaste (deutsch Pawast) ist ein Dorf (estnisch küla) auf der größten estnischen Insel Saaremaa. Es gehört zur Landgemeinde Saaremaa (bis 2017: Landgemeinde Leisi) im Kreis Saare.
Das Dorf hat fünf Einwohner (Stand 31. Dezember 2011). Es liegt zehn Kilometer östlich des Fährhafens Triigi direkt an der Ostsee.